# 小湖 (前波美拉尼亞-格賴夫斯瓦爾德縣)
53°31′36″N 14°07′51″E / 53.526667°N 14.130833°E

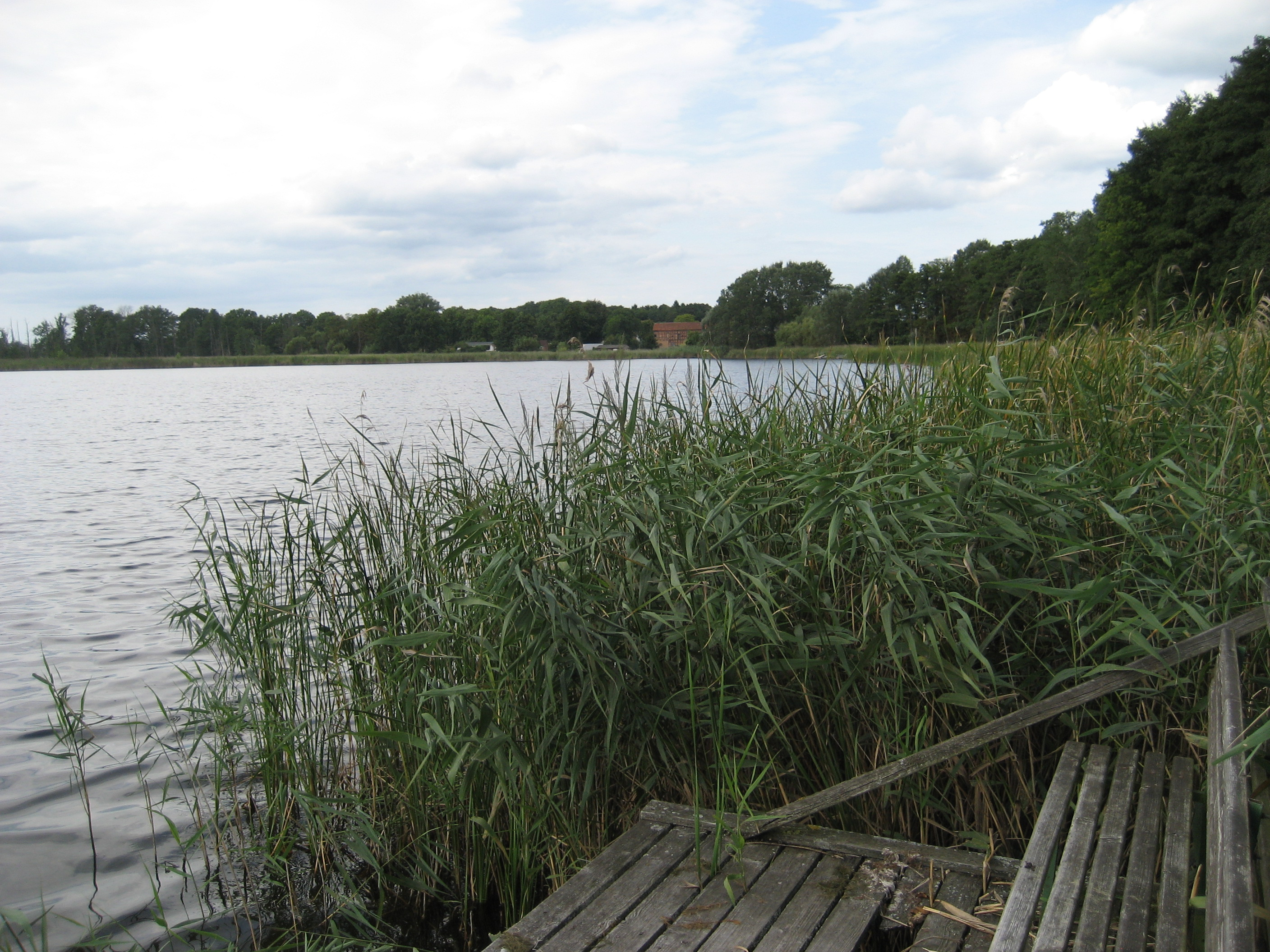

小湖（德語：Kleiner See），是德國的湖泊，位於該國東北部，由梅克倫堡-前波美拉尼亞州負責管轄，處於前波美拉尼亞-格賴夫斯瓦爾德縣，長0.8公里、寬0.4公里，面積0.21平方公里，海拔高度7米，最大水深3米。